# Евсевий Схоластик (историк)
Евсе́вий Схола́стик (др.-греч. Εὖσέβιος ο Σχολαστικός; IV век — первая половина V века) —  византийский писатель-историк, поэт, автор сочинения «История Гайны».
Сократ Схоластик в своём труде «Церковная История» сообщает о том, что Евсевий Схоластик был очевидцем военных действий готского полководца Гайны. Находясь в Константинополе, Евсевий посещает известного учителя софистики Троила. В столице Евсевием было написано сочинение «История Гайны», подробно описывающее военные баталии полководца Гайны. «История Гайны» — стихотворное произведение в четырёх книгах, написанное гексаметрическим размером. Сократ Схоластик сообщает, что произведение Евсевия возбудило удивление современников. Сочинение Еевсевия не сохранилось.